# Güray
Güray ist ein türkischer weiblicher und männlicher Vorname sowie Familienname.

## Namensträger

### Vorname
- Güray Vural (* 1988), türkischer Fußballspieler

### Familienname
- Ceyhun Güray (* 1956), türkischer Fußballnationalspieler
- Funda Güray (* 1988), türkische Schauspielerin